# Anne Simon (chercheuse)
Pour les articles homonymes, voir Anne Simon et Simon.
Anne Simon (née en 1967) est une chercheuse française en études littéraires et philosophiques, directrice de recherche au CNRS.

## Biographie
Les recherches d’Anne Simon portent notamment sur l’écrivain Marcel Proust, les études de genres et les études animales littéraires – ou zoopoétique. Elle a en effet participé à la vitalité des humanités environnementales, de l’écocritique et de l’écopoétique en initiant en Europe la zoopoétique, et en contribuant à son développement en Amérique du Nord.
Anne Simon explore les relations que la littérature entretient avec les savoirs, la philosophie et l’histoire. Quatre ouvrages sur Proust l’ont conduite d’une part à restituer les croisements entre monde sensible, imaginaire et esthétique de la surimpression dans son œuvre, d’autre part d’en étudier les lectures et les appropriations par les penseurs des années 1950-1980 (en particulier Merleau-Ponty, Sartre, Deleuze, Barthes, Foucault et Ricœur).
Anne Simon a en parallèle orienté son travail sur le vivant et l’animalité en littérature, selon des perspectives stylistiques, philosophiques et politiques qui forment la trame de son essai de zoopoétique Une bête entre les lignes. Elle y interroge les procédés narratifs et poétiques par lesquels les écrivains et écrivaines rendent compte de sensorialités et d’espaces-temps animaux parfois radicalement différents de ceux des humains. Elle analyse, aussi, d’un point de vue éthique, comment les œuvres se confrontent à l’animalisation politique des humains ou à la mécanisation des vivants, à travers notamment les représentations littéraires de l’élevage industriel. Cette approche passe par une réflexion sur les revitalisations du motif biblique de l’arche en littérature contemporaine : l’arche, souvent assimilée à un livre ou à la planète en sursis, peut renvoyer aux pouvoirs du langage créateur ou engagé tout comme au refuge de l’ensemble des vivants, à préserver.
Normalienne (promotion L1989) et agrégée de lettres modernes, Anne Simon a soutenu en 1999 sa thèse de doctorat sur « Proust ou le réel retrouvé. Le sensible et son expression dans À la recherche du temps perdu ». Elle a obtenu son habilitation à diriger des recherches en 2014, avec un dossier intitulé « Une pensée sensible : le vivant, le corps, l’animalité en littérature ».
Elle a été recrutée au CNRS en 2001. Alors rattachée au centre de recherches Écritures de la modernité (actuel THALIM), elle a rejoint le Centre de recherches sur les arts et le langage (CRAL) en 2010, qu’elle a ensuite dirigé en 2018-2019. Elle est depuis octobre 2021 affectée au centre de recherche République des Savoirs, à l’École normale supérieure, où elle est responsable du Pôle Proust et du carnet de veille et de recherche Animots, issu d’un programme soutenu de 2010 à 2014 par l’Agence nationale de la recherche, qui l’avait sélectionné comme projet-phare en sciences humaines et sociales.
À l’occasion de l’organisation en 2011 du congrès de San Francisco « Human-Animal / Humain-Animal », Anne Simon et Anne Mairesse ont par ailleurs fondé le Prix Recherche au présent, qui récompense chaque année le travail novateur d’une doctorante ou d’un doctorant.
Elle est depuis octobre 2021 affectée au centre de recherches « République des savoirs » à l’École normale supérieure, où elle est depuis septembre 2023 professeure attachée au Département de littératures et langage. En mars 2022, elle succède à Frédéric Worms comme responsable du Centre international d’étude de la philosophie française contemporaine (PhilOfr).
Anne Simon a enseigné la littérature au sein des universités Lille III (Charles de Gaulle), Paris III (Sorbonne Nouvelle), Paris IV (Université Paris-Sorbonne), ainsi qu’à l’École des hautes études en sciences sociales (EHESS) et à l’École normale supérieure (ENS).

## Principales publications
Ouvrages
- Une bête entre les lignes. Essai de zoopoétique, Marseille, Wildproject, « Tête nue », avril 2021  (ISBN 978-2-381140-025).
- La Rumeur des distances traversées. Proust, une esthétique de la surimpression, Paris, Classiques Garnier, « Bibliothèque proustienne », 2018  (ISBN 978-2-406-07153-2).
- Trafics de Proust. Merleau-Ponty, Sartre, Deleuze, Barthes, Paris, Hermann, « Philosophies », 2016  (ISBN 9782705692186).
- Proust e la filosofia contemporanea, con altri scritti proustiani, textes traduits en italien par Giuseppe Grasso, Milan, Éditions Solfanelli, « Arethusa », 2013  (ISBN 978-88-7497-816-8).
- Anne Simon et Christine Détrez, À leur corps défendant. Les femmes à l’épreuve du nouvel ordre moral, Paris, Seuil, 2006  (ISBN 978-2-02-079294-3).

Direction d’ouvrages et de revues
- Proust politique. De l’Europe du Goncourt 1919 à l’Europe de 2019 , Anne Simon, Davide Vago, Marisa Verna et Ilaria Vidotto dir. [colloque Université Catholique du Sacré-Cœur, Milan, 9-10 mai 2019, labellisé 80 ans du CNRS], Quaderni Proustiani, 2020.
- Visions of the future, Gisèle Sapiro, Vered Karti Shemtov et Anne Simon dir., Dibur Literary Journal, n° 6, Stanford University, 2018.
- Romain Gary, une voix dans le siècle, Julien Roumette, Alain Schaffner et Anne Simon dir. [colloque Université Sorbonne nouvelle-Paris 3, 25-27 septembre 2014], Paris, Champion, 2018.
- Zoopoétique. Des animaux en littérature moderne de langue française, [colloque Princeton University, 16-18 octobre 2014], André Benhaïm et Anne Simon dir., Revue des Sciences humaines, n° 328, 2017.
- Écopoétiques, Fixxion, n° 11, Alain Romestaing, Pierre Schoentjes et Anne Simon dir., décembre 2015.
- Humain-Animal/Human-Animal, part 2, Contemporary French and Francophone Studies, Anne Simon dir., avec la collaboration d’Éliane DalMolin et Roger Célestin, 16.5, décembre 2012.
- Face aux bêtes/Facing Animals, L’Esprit créateur, Anne Mairesse et Anne Simon dir., 51.4, 2011.
- Nomadismes des romancières contemporaines de langue française, Audrey Lasserre et Anne Simon dir., Paris, Presses de la Sorbonne nouvelle, 2008.
- Projections : des organes hors du corps, Hugues Marchal et Anne Simon dir., publication dans la revue en ligne Épistémocritique, 2008.
- Proust et l’Orient, cahier de la revue Akhbar Al-Adab (Les Nouvelles culturelles), Anne Simon dir., traduit en arabe, Caire, été 2007, p. 13-24.
- Le Discours des organes, Hugues Marchal et Anne Simon dir., publication en ligne en 2006 sur le site d’«Écritures de la modernité»/Paris 3.
- Voyages intérieurs, Hugues Marchal et Anne Simon dir., publication en ligne en 2004 sur le site d’« Écritures de la modernité »/Paris III.
- Romain Gary écrivain-diplomate, textes réunis par Mireille Sacotte (dir.) et Anne Simon, Paris, adpf (Association pour la diffusion de la pensée française), 2003.
- Merleau-Ponty et le littéraire, Nicolas Castin et Anne Simon dir., Paris, Presses de l’École normale supérieure, 1999.

## Entretiens
- Rampante, grouillante, pullulante, éloge de la vermine, série : Du mode d’existence des déchets # 3, France Culture, émission Les Chemins de la philosophie, par Géraldine Mosna-Savoye et Adèle Van Reeth, 2 décembre 2021.
- Proust et les philosophes - Épisode 2 : Trafics de Proust, Sartre, Merleau-Ponty, Deleuze, avec Anne Simon, France Culture, émission Les Chemins de la philosophie par Adèle Van Reeth, 5 avril 2022.
- Proust, un écrivain dans l'histoire - Épisode 1 : Proust politique ? L’écrivain dans la cité, France Culture, émission Le Cours de l'histoire par Xavier Mauduit, 7 février 2022.
- Anne Simon : Les animaux nous écrivent des histoires (Une bête entre les lignes), entretien par Jean-Christophe Cavallin, Christine Marcandier et Elisabeth Plas, 19 avril 2021, sur Diacritik.
- Anne Simon : Je suis traversée par ce qu’on inflige au vivant , entretien par Catherine Vincent, 6 septembre 2019, dans Le Monde.
- Animots, émission avec Anne Simon réalisée par Nancy Ypsilantis, sur RTS, 18 juillet 2019.
- Entretien sur la zoopoétique avec Anne Simon – Animaux, animots : «ce n’est pas une image!», par Denis Bertrand et Raphaël Horrein, sur Fabula, 29 avril 2018.
- Pourquoi l’animal nous a appris à lire, entretien avec Anne Simon, in Marin Schaffner, Sol Commun. Lutter, Habiter, Penser, Marseille, Wildproject, mai 2019.
- La littérature nous rend le monde sensible!, entretien avec Anne Simon réalisé par Frédéric Worms, sur France Culture, 10 avril 2017.
- Une pensée fragile, Anne Simon interviewée par Max Torregrossa autour de l’exposition Ce qui fait fragilité, commissaires : Nathalie Blanc et Émeline Eudes, galerie VivoEquidem, Paris, 4 octobre 2014.

## Créations multimédias
- Hybrides humains/animaux éphémères dans le street art, avec Anne Simon, Nathalie Le Bouler-Pavelic, Guillaume Marche et Celia Tupinambá. Réalisation : Marion Dupuis avec Simon Garrette, Véronique Lorin, Ann-Koulmig Renault. Diaporama sonore. Labellisé : 80 ans CNRS. Production : CRAL-CNRS/EHESS, 2019 (31’).
- Mots/Animaux : randonnée en bibliothèque avec Anne Simon, autour des représentations des animaux en littérature et en philosophie, animée par Guillaume Fayard, bibliothèque de l’Alcazar. Réalisation : Simon Garrette, 2019. Podcast. Production : CRAL-CNRS/EHESS, 2019 (44’).
- Anne Simon – Les “animots” : des bêtes en littérature, série Un animal pour les sciences sociales, réalisation : Momoko Seto. Film. Production : CRAL-CNRS/EHESS, 2018 (20’).